# Droits fonciers autochtones et marrons au Suriname
Les droits fonciers des autochtones et des marrons au Suriname sont les prérogatives opposables en droit surinamais garantissant aux gens autochtones et marrons le droit d'habiter leurs terres. Il existe des désaccords sur ce sujet entre le gouvernement et les autochtones et marrons.
Selon l'article 41 de la Constitution du Suriname, l'État est propriétaire de toutes les richesses et ressources naturelles. Ainsi la propriété collective des communautés autochtones et marronnes n'est pas reconnue dans le droit surinamais, mais elle l'est dans le droit international,.

## Marche de 1976
Les actions gouvernementales dans les années 1960 et 1970 ont restreint les zones résidentielles de villages tels que celui de Galibi à l'est et celui d'Apoera, de Section et de Washabo à l'ouest, et ont conduit à des troubles au sein de la population. Les peuples autochtones étaient représentés par la KANO, une fédération fondé en 1969 ; les lettres signifient KAlina et LokoNO. À l'initiative notamment d' André Cirino et de Nardo Aluman, la KANO organise dans les quatre derniers jours de décembre 1976 une manifestation de 150 kilomètres depuis l'intérieur surinamais jusqu'à Paramaribo, dans le but d'attirer l'attention sur la question des droits fonciers au Suriname, qui vient alors d'obtenir son indépendance.

## Affrontements à Para de 2023
Au cours des dernières semaines d'avril 2023, des manifestations ont eu lieu dans divers endroits du Para, parce que plusieurs concessions ont été renouvelées par l'État sur des terres que les peuples autochtones considèrent comme faisant partie de leur territoire. Le 2 mai 2023, des violences éclatent à Pikin Saron . Le commissariat a été attaqué. Deux personnes ont été tuées et plusieurs autres ont été blessées. Le gouvernement a alors engagé des avocats pour déterminer si les concessions pouvaient être retirées sans que la justice doive s'en mêler.

## Politique
Depuis l'indépendance du Suriname, un certain nombre de lois ont été adoptées concernant les droits des populations autochtones de ne pas être affectées par les plantations. Un certain nombre de ces lois sont sujettes à de multiples interprétations et sont appliquées de manière idiosyncratique par le gouvernement lorsque l'intérêt national rentre en considération,.
La reconnaissance des droits fonciers est l'un des points les plus importants du programme du Parti amazonien du Suriname.

## Droit foncier commun
En 1982, les décrets-L tentent de réviser la législation constitutionnelle existante. Le point le plus important de ces décrets-L est qu’à partir de ce moment, les terres ne peuvent être cédées par le gouvernement que sous forme de fermage. Les titres émis avant 1982 conservaient leur validité. Il existe actuellement quatre régimes fonciers au Suriname:

### Propriété allodiale
La propriété allodiale est le titre le plus ancien, délivré par le gouvernement colonial néerlandais sous certaines conditions, la principale étant que la terre devait être cultivée. Dans la plupart des cas, ces titres contenaient une disposition selon laquelle l'État avait le droit de reprendre les terres s'il le considère nécessaire.

### Propriété absolue
Le titre foncier le plus complet, déjà en vigueur au Suriname en 1865, est la propriété absolue. Pour éviter que les terres ne soient abandonnées et ne deviennent des friches, ce titre n'est plus délivré que dans des cas particuliers. Selon les décrets-L de 1982, la  propriété absolue ne devrait être accordée que dans le cadre des affaires diplomatiques, pour la construction d'ambassades.

### Emphytéose
Le bail emphytéotique existe au Suriname depuis 1690 et constitue le titre le plus courant depuis 1937. Ce bail est valable pour une durée de 75 ans renouvelable et est délivré moyennant le paiement d'une redevance annuelle. En vertu des décrets-L, la prolongation n'est plus possible, ce qui signifie que les derniers baux, conclus en 1982, expireront en 2057. Dans l'histoire, un certain nombre de villages ont reçu leurs terres sur la base de l'emphytéose, mais ce droit est désormais supprimé.

### Bail locatif
Depuis 1982, le titre de location foncière est le seul encore délivré par l'État. L’objectif des décrets-L était de mettre fin à la corruption et à l’injustice auxquelles l’ancien régime était associé. En pratique, c'est maintenant le ministre des Ressources naturelles qui peut décider du sort du territoire. S'il le juge bon, il peut reprendre tout terrain. Le locataire a alors droit à une indemnisation,.

### Loi sur la conservation de la nature de 1954
Cette loi contient des règles concernant l'utilisation des réserves naturelles et interdit la pratique de la chasse, de la pêche ou tout autre activité dommageable (article 5(a)). En 1986, quatre réserves ont été créées et il a été promis que les droits des villages qui s'y trouvent seraient respectés, à moins que l'intérêt public ou l'objectif national de la réserve naturelle créée ne soit lésé.

## Prérogatives spécifiques
Les indigènes et les marrons ne disposent d'aucuns des titres mentionnés ci-dessus. Cependant, lors de la délivrance de titres fonciers à des citoyens, le gouvernement doit veiller à respecter les droits coutumiers des habitants de l'intérieur, dans la mesure où l'intérêt général ne s'y oppose pas. C'est pour cela que les spécialistes du droit surinamais considèrent que les amérindiens et les marrons n'ont pas de droits fonciers à proprement parler, mais plutôt des prérogatives vis-à-vis du gouvernement, en vertu du droit international. En effet, autochtones et marrons ont eu recours à la Commission et à la Cour des droits de l'homme de l' Organisation des États américains pour revendiquer ces prérogatives. La Déclaration des Nations Unies sur les droits des peuples autochtones (paragraphe 5 du préambule et article XVIII alinéa 1) reconnaît les terres et territoires des peuples autochtones ainsi que leurs pratiques agricoles traditionnelles. Cela inclut non seulement la construction ou l'agriculture, mais également toutes les formes d'utilisation des terres, dont la chasse, la cueillette et la pêche.

## Cour inter-américaine des droits humains

### Arrêt Moiwana
Dans l’affaire Moiwana de 2005, la Cour inter-américaine des droits de l’homme a statué que le Suriname avait violé le droit d’une communauté tribale à posséder des terres. La Cour a déclaré que le droit foncier des populations tribales et autochtones découle de l'occupation et de l'utilisation traditionnelles des terres par la communauté concernée, telles que définies dans son système de droit autochtone. La Cour a également déclaré que ces droits fonciers ne peuvent pas être diminués par des lois nationales du Suriname,.

### Arrêt Saamaka
Au cours des années 1990, du bois a été abattu dans l'habitat des Saramaccans (Saamaka) avec l'autorisation du gouvernement surinamais. Ils ont demandé l'aide de la Commission interaméricaine et de la Cour des droits de l'homme. En novembre 2007, l'État du Suriname a été condamné par ce tribunal. L'État a été reconnu coupable de violation des droits des Saramaccas sur leur territoire. Le gouvernement surinamais est responsable de la mise en œuvre du verdict dit de Saamaka. Ce jugement précise, entre autres, que le territoire de la tribu Saramacca doit être délimité et que les frontières avec les tribus environnantes doivent être clairement établies. Les Saamaka et les Matawai sont convenus que la frontière entre la région des Saamaka et celle des Matawai serait déterminée par la rive droite de la rivière Saramacca et la rive gauche du fleuve Suriname.

## Conférence sur les droits fonciers
Les 21 et 22 octobre 2011, une conférence sur les droits fonciers a été organisée à Colakreek . L'intention de cette conférence était de parvenir à une stratégie avec toutes les parties impliquées pour résoudre la question des droits fonciers. Cette conférence s'est terminée brusquement le deuxième jour. Deux déclarations distinctes ont été publiées, de la part des autochtones et des marrons d'une part et du gouvernement de l'autre. L'autorité traditionnelle des peuples autochtones et marrons du Suriname estime que leurs droits fonciers devraient être reconnus à l'échelle nationale. En face, le président du Suriname a souligné à l'ouverture de la conférence que la République du Suriname n'est pas divisible.

## Projet de loi
Selon le ministère de l'Aménagement du territoire, des Terres et des Forêts en 2015, le gouvernement est en train d'introduire des « droits de propriété collective », délimitant clairement les zones pour les communautés de l'intérieur des terres. Un projet de loi visant à accorder des droits de propriété collective aux communautés de l'intérieur est en cours d'élaboration. La proposition fait l’objet de discussions approfondies avec les représentants nationaux afin de susciter un soutien.